# Ломянки
Ломя̀нки (на полски: Łomianki) е град в Полша, Мазовско войводство, Западноваршавски окръг. Административен център е на градско-селската Ломянска община. Заема площ от 8,40 км2. Към 2012 година населението му възлиза на 16 481 души. Част е от Варшавската агломерация.